# Juan Formell

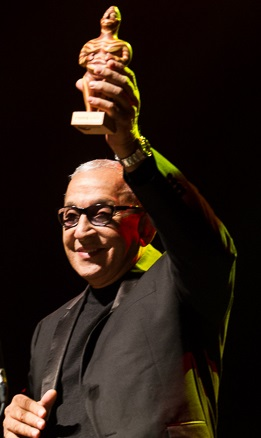
Juan Formell (2013), WOMEX 13 Artist Award, Cardiff, Wales UK

Juan Clímaco Formell Cortina (* 2. August 1942 in Havanna; † 1. Mai 2014 ebenda) war ein kubanischer Musiker. Er war Bandleader und Bassist des Salsa und eng verwandter Stile wie Timba.
1957 begann er, Musik zu machen, ab November 1959 war er Bassist bei der Banda de Música de la Policía Revolucionaria. In den 1960er Jahren wurde er Mitglied beim Orquesta Revé Elio Revés und gründete 1969 die bekannte kubanische Band Los Van Van. In dieser Band setzte er erstmals in Kuba elektrische Instrumente wie E-Gitarre, E-Bass und Keyboard ein.
Im März 2010 wurde Formell mit dem Ehrendoktortitel des Instituto Superior de Arte ausgezeichnet. 2013 erhielt er den Latin Grammy für sein Lebenswerk.
Sein Sohn Juan Carlos Formell (1964–2023) war ebenfalls als Musiker tätig und trat die Nachfolge seines Vaters als Bassist bei Los Van Van an.